# Andreas Ellguth
Andreas „Butze“ Ellguth (* 28. August 1964 in Verl; † 10. Dezember 2024 in Bielefeld) war ein deutscher Fußballspieler. Er wurde in seiner aktiven Zeit in der Abwehr und im Mittelfeld eingesetzt.

## Karriere
Ellguth stammte aus der Jugend des VfB 03 Bielefeld. 1979 wechselte er in die Nachwuchsabteilung von Arminia Bielefeld und schaffte 1983 den Sprung in die erste Mannschaft. Sein erstes Bundesligaspiel absolvierte er am 13. August 1983 bei einem 3:2-Sieg beim 1. FC Köln. 1985 stieg er mit der Arminia aus der Bundesliga ab. Nachdem die Arminia 1988 auch aus der 2. Bundesliga abgestiegen war, wechselte Ellguth zum FC 08 Homburg, mit dem er 1989 in die Bundesliga auf- und ein Jahr später wieder abstieg. 1992 wechselte Ellguth zum FC Gütersloh. Dort schaffte er mit seiner Mannschaft 1995 den Aufstieg in die Regionalliga West/Südwest und gleich im Jahre darauf den Durchmarsch in die 2. Bundesliga. Zur Saison 1998/99 wechselte er zum FC Carl Zeiss Jena, wo er seine Karriere beendete.
Insgesamt bestritt Ellguth 43 Bundesligaspiele und 157 Zweitligaspiele. Während er in der Bundesliga ohne Torerfolg blieb, erzielte er in der 2. Liga neun Tore.

## Leben
Nach seiner Profikarriere betrieb Ellguth zwei Modegeschäfte in Verl und Rietberg. Er hat drei Söhne und eine Tochter. Sein Sohn Patrick spielte bis zum Ende der Saison 2011/12 in der zweiten Mannschaft von Arminia Bielefeld, ehe er zur dann folgenden Saison zum KFC Uerdingen 05 wechselte. Sein Sohn Yannick spielte als Torhüter in der Oberliga Westfalen für den FC Gütersloh.
Er starb am 10. Dezember 2024 während einer Operation an der Hüfte.